# Dányi Pál
| Dányi Pál                                 | Dányi Pál                                 |
| Kattints az alábbi külső linkek egyikére! | Kattints az alábbi külső linkek egyikére! |
| ----------------------------------------- | ----------------------------------------- |
| Nem található szabad kép.(?)              |                                           |
| külső link · jogvédett                    | Dányi Pál. Nemzeti névtér.                |

Dányi Pál (Szeghalom, 1940. november 10. – Budapest, 1991. augusztus 17.) közgazdász, politikus, az MSZMP Baranya megyei első titkára, az Állami Számvevőszék tanácsosa.

## Életpályája
A Marx Károly Közgazdaságtudományi Egyetemen 1963-ban közgazdász oklevelet szerzett. Eleinte a Magyar Nemzeti Bank Baranya megyei Igazgatósága előadója, majd 1968-tól a Pécsi Városi Tanács osztályvezetője volt. 1966-ban belépett a Magyar Szocialista Munkáspártba. 1969-ben lett az MSZMP KB Gazdaságpolitikai Osztályának munkatársa, majd 1976-tól a Baranya Megyei Tanács elnökhelyettese. 1980-ban kinevezték az MSZMP Baranya megyei Bizottsága gazdaságpolitikai titkárának. 1987. július 1-jétől az MSZMP Baranya megyei első titkára volt, az MSZMP Központi Ellenőrző Bizottságába 1988-ban került be. Tagja volt a Baranya Megyei Tanácsnak is. 1982-1989 között a Janus Pannonius Tudományegyetem Közgazdaságtudományi Karán a tervező-elemző posztgraduális képzésben gazdaságpolitika c. tantárgy előadója. A Rendszerváltás után azÁllami Számvevőszék munkatársa volt.
Felesége Sóvári Gizella (Budapest, 1944. augusztus 14.) szerkesztő, újságíró volt.
Sírja – Új köztemető (Kozma u. 8-10): 17-es parcella I. szakasz 1. sor 84-es sírhelyen van.

## Legfontosabb publikációi
- A műszaki képzés és kutatás szerepe Baranya megye fejlődésében. In.: Acta Academiae Polytechnicae "Pollack Mihály" Pécs, 1973
- Gazdaságfejlesztési irányok és térbeni összefüggések. Városépítés. 1981. 5. sz.[2]
- Megyei politikánk céljai a gazdasági tevékenység szervezeti kereteinek és szervezettségének tükrében. Időszerű szervezési kérdések : Pécs, 1982. III. 25-26. / [rend., közreadta a] Szervezési és Vezetési Tudományos Társaság Baranya megyei Szervezete. [szerkesztette Szemere Mátyás]. Pécs: SZVT Baranya megyei Szervezete, 1982
- Árulkodó sorok a településfejlesztés eszközrendszerének továbbfejlesztésére irányuló műhelymunkáról. Városépítés. 1983. 4. sz.[3]
- Az építésigazgatás társadalmi presztízse. Városépítés. 1983.  6. sz.[4]
- Baranya gazdasága. Figyelő. 1983. jan. 27.  21.
- Egy település helyét és szerepét meghatározó sajátos tényezők jelentősége. A vonzáskörzetek gazdasági és közigazgatási kérdései. Nemzetközi tudományos konferencia. Pécs, 1983. november 1-3. Pécs: MTA DTI, 1985. Megjelent még: A Magyar Tudományos Akadémia Regionális Kutatások Központja Dunántúli Tudományos Intézetek 32. számú Közlönyében. Pécs, 1985
- A vonzáskörzetek gazdasági és közigazgatási kérdései.  Nemzetközi tudományos konferencia: Pécs, 1983. november 1-3. Pécs: MTA DTI, 1985
- Az építésigazgatás társadalmi presztízse. Városépítés. 1983. 6. sz.[5]
- Ár és politika. In.: Árkonferencia. 4. 1984. Pécs. SZVT Baranya megyei Szervezete. 1985

## Videófelvétel
- ,,Láncszemek” – Portré: Dr. Dányi Pál első titkár, MSZMP Baranya Megyei Bizottsága – Youtube.com, Közzététel Csorba Győző Könyvtár. 1988. január 12.